# Królewna Fiona
Królewna Fiona – fikcyjna postać z cyklu pełnometrażowych filmów animowanych Shrek.

## Shrek
Fiona jest królewną więzioną w zamku pilnowanym przez Smoczycę, została zaklęta w dzieciństwie, co noc zamienia się w ogra. Czar może zwalczyć rycerz, który ją uwolni i poślubi. Fiona zostaje uwolniona przez Shreka, który ma ją dostarczyć Lordowi Farquaadowi. Shrek zakochuje się w niej z wzajemnością, ślub Fiony z Lordem zostaje przerwany, Farquaad zostaje pożarty przez Smoczycę. Fiona i Shrek biorą ślub, dzięki czemu Fiona na zawsze przemienia się w ogra.

## Shrek 3-D
Fiona zostaje porwana przez Teloniusza na rozkaz ducha Lorda Farquaada, który chce, aby ta spadła z wodospadu, gdyż wtedy mogłaby pośmiertnie zostać jego żoną. Fiona, będąc już na tratwie, nokautuje Teloniusza bolesnym uderzeniem w krocze, a wtedy Shrek i Osioł nadlatują jej na pomoc, a Smoczyca ostatecznie zabija Lorda Farquaada ogniem.

## Shrek 2
Shrek i Fiona powracają z podróży poślubnej, otrzymują zaproszenie do Zasiedmiogórogrodu, gdzie władają jej rodzice. Król i królowa zamierzają poznać zięcia. Fiona wyrusza w podróż ze Shrekiem i Osłem. Rodzice nie są zadowoleni z faktu, iż ich córka poślubiła ogra. Król usiłuje się go pozbyć, do czego wynajmuje specjalistę, który okazuje się kotem, ale ostatecznie ojciec Fiony widzi, że jego córka jest szczęśliwa i akceptuje zięcia.

## Shrek Trzeci
Król Harold decyduje, że Shrek i Fiona mają pełnić obowiązki panującej pary królewskiej. Oboje nie czują się jednak w tej roli najlepiej, a Shrek z miłą chęcią wróciłby na swoje bagno. Umierający już władca postanawia więc, że jeśli odnajdą następcę tronu z rodziny, który obejmie rządy i godnie ich zastąpi, będą mogli opuścić królestwo i żyć własnym życiem. Odpowiednim kandydatem na króla jest siostrzeniec królowej Lilian, książę Artur. Shrek wyrusza, razem ze swoimi wiernymi druhami – Osłem i Kotem w butach – w daleką podróż, aby odnaleźć i przekonać zbuntowanego Artura, który jest szkolnym pechowcem, że powinien zasiąść na tronie. Przy odjeździe dowiaduje się od Fiony, że jest ona w ciąży. Podczas nieobecności Shreka, Fiona przebywa na zamku z królową i innymi księżniczkami. Niestety Książę z Bajki przeprowadza w królestwie zamach stanu. Fiona organizuje ruch oporu, który ma przeciwstawić się uzurpatorowi, ale książę aresztuje spiskowców. Gdy Shrek się o tym dowiaduje, udaje się z Arturem do czarodzieja Merlina, który przenosi ich do Zasiedmiogórogrodu. Po powrocie, Shrek, Osioł i Kot pomagają Fionie pokonać Księcia z Bajki, a na koniec filmu ogrzej parze rodzą się trojaczki.

## Shrek Forever
W początkowej części filmu jest kochającą żoną, matką trójki dzieci. W świecie równoległym stworzonym przez Rumpelnickiego jest samodzielną przywódczynią powstania ogrów przeciwko satrapie. Shrek ma zaledwie dwadzieścia cztery godziny na ponowne rozkochanie w sobie Fiony.